# 120

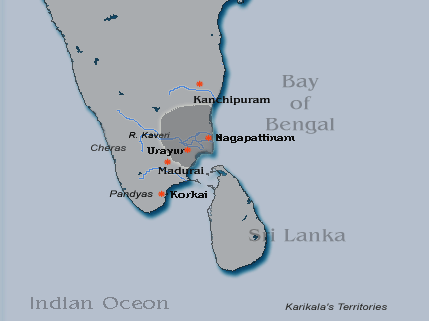
Het Tamilrijk van koning Karikala Chola

Het jaar 120 is het 20e jaar in de 2e eeuw volgens de christelijke jaartelling.

## Gebeurtenissen

### Italië
- Keizer Hadrianus benoemt Gaius Suetonius Tranquillus tot hoofd van het keizerlijke secretariaat (ab epistulis) in Rome.

### Klein-Azië
- In Pontus et Bithynia wordt de stad Nicomedia (huidige Izmit) getroffen door een zware aardbeving.

### India
- Het Kushanrijk onder het bewind van koning Kanishka I (r. 120-147) bereikt zijn grootste omvang: het rijk beslaat een gebied van het Aralmeer (Centraal-Azië) tot aan de Indus-Gangesvlakte.
- Koning Karikala Chola heerst over het Tamilrijk in het zuidoosten van India. Hij verslaat een coalitie van Pandya en Chera, die een overzeese handel drijft met Rome in specerijen, ivoor en sandelhout.

### China
- Keizer Han Andi ontvangt aan het hof in de hoofdstad Luoyang een delegatie van het Shan koninkrijk (Birma). Ze schenken hem dansers en acrobaten uit het Oosten van het Romeinse Rijk.

## Geboren
- Lucianus van Samosata, Grieks retoricus en satiricus (overleden 180)

## Overleden
- Onkelos, proseliet en neef van keizer Titus
- Plutarchus, Grieks historicus en filosoof